# Předenice
Předenice (en allemand : Pschedenitz) est une commune du district de Plzeň-Sud, dans la région de Plzeň, en République tchèque. Sa population s'élevait à 246 habitants en 2022.

## Géographie
Předenice se trouve à 9 km à l'est-sud-est de Dobřany, à 13 km au sud-sud-est de Plzeň et à 91 km au sud-ouest de Prague.
La commune est limitée par Čižice au nord, par Nebílovy et Netunice à l'est, par Dolní Lukavice au sud, et par Útušice à l'ouest.

## Histoire
La première mention écrite de la localité date de 1239.

## Galerie

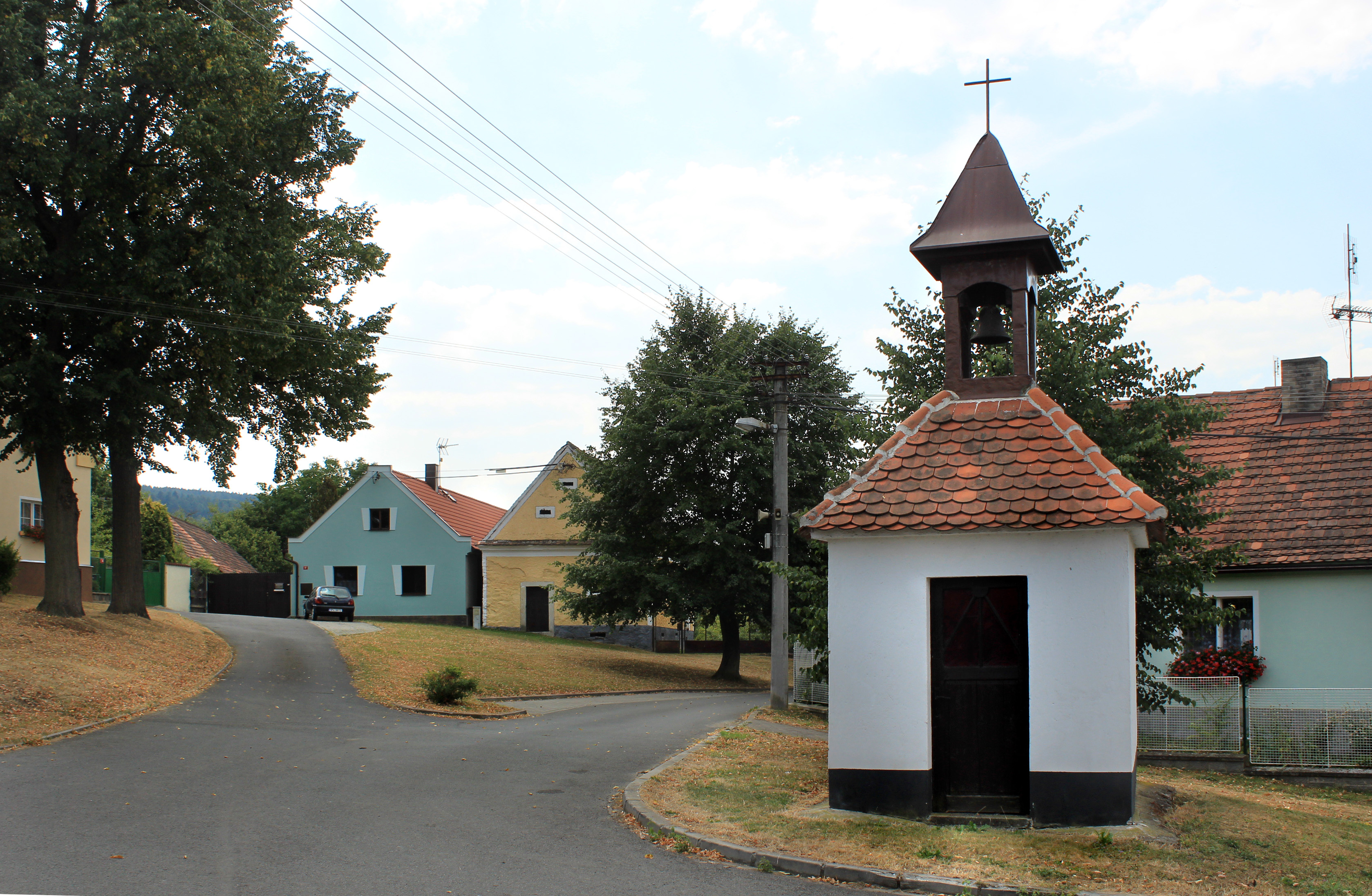
Chapelle à Předenice.
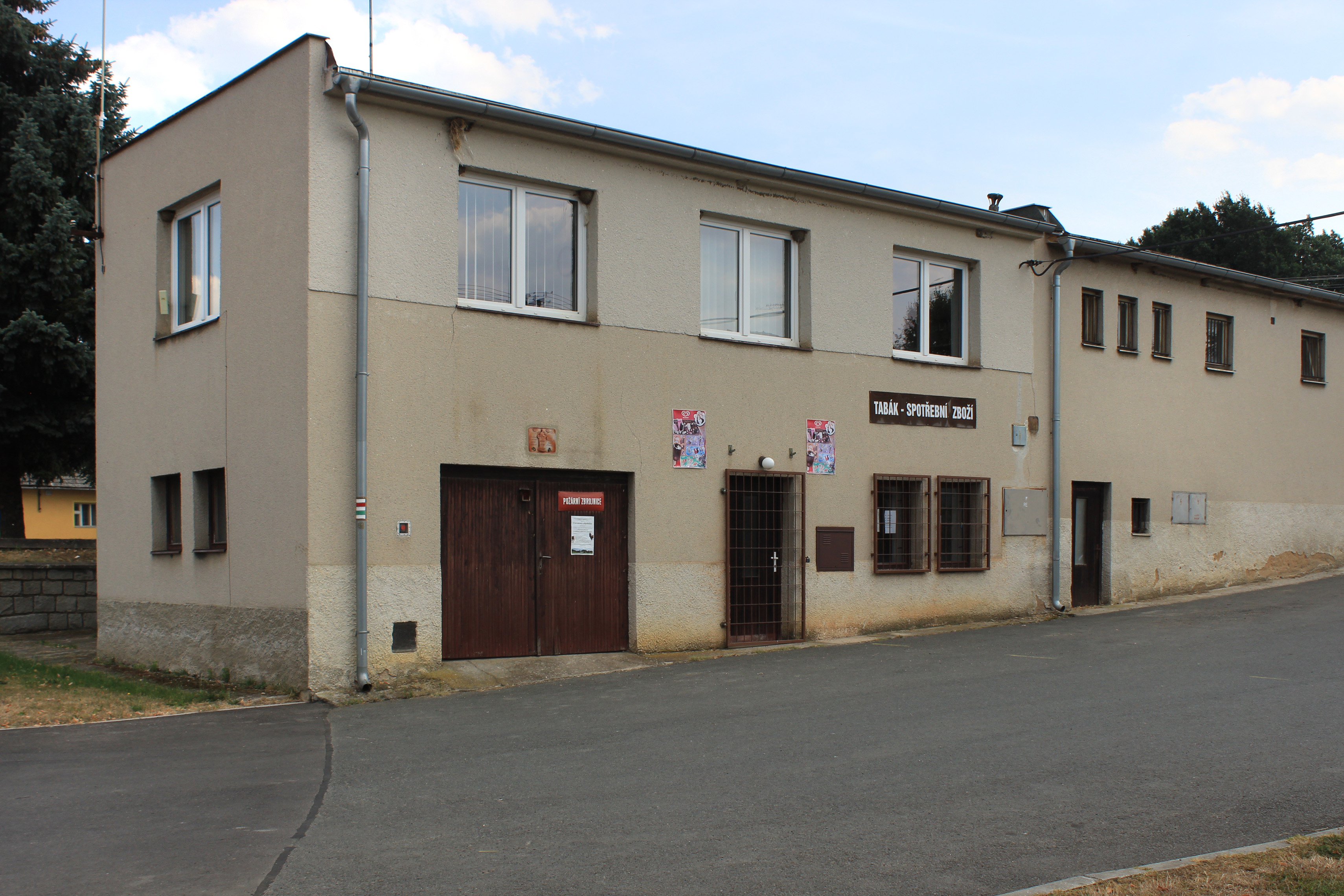
Mairie de Předenice.

## Transports
Par la route, Předenice se trouve à 9 km de Přeštice, à 18 km de Plzeň et à 102 km de Prague. 